# Frauenrechte in Kurdistan

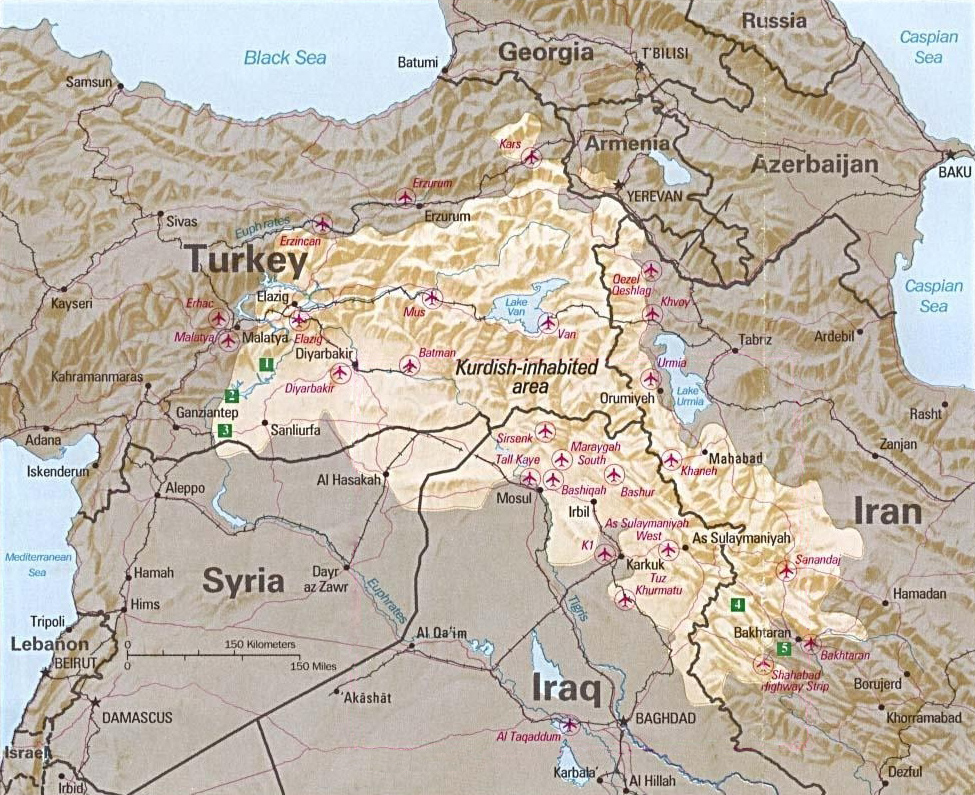
Landkarte mit eingezeichnetem kurdischen Siedlungsgebiet

Der Artikel Frauenrechte in Kurdistan befasst sich mit der politischen, sozialen, wirtschaftlichen und rechtlichen Stellung der Frauen in den kurdischen Siedlungsgebieten.

## Geschichte der Stellung der kurdischen Frauen
Şerefhan, ein Autor des 16. Jahrhunderts, berichtet über die Frauen der seinerzeit herrschenden kurdischen Klasse. Demnach waren die Frauen vom öffentlichen Leben und der Ausübung von Herrschaft ausgeschlossen. Es herrschte gemäß islamischer Tradition Polygamie und Frauen wurden bei kriegerischen Auseinandersetzungen als Kriegsbeute betrachtet. Der Autor erwähnt allerdings auch drei kurdische Frauen, die nach dem Tod ihrer Ehemänner interimsweise die Herrschaft ausübten, bis die Söhne die Herrschaft übernehmen konnten. Evliya Çelebi erwähnte im 17. Jahrhundert, dass es kurdische Frauen nicht gestattet war, alleine zum Markt zu gehen, es aber gelegentlich geschah, dass Frauen die Macht ausübten. Einflussreiche Frauen in der kurdischen Geschichte der letzten Jahrhunderte waren unter anderem: Fürstin Adela von Jaff, Fürstin Halima von Hakkâri, Prinzessin Fatma, die ein jesidisches Klanoberhaupt war, oder Fürstin Maryam von Nehri, welche während des Ersten Weltkrieges mit dem Russischen Kaiserreich Verhandlungen führte.
Die Fremdheit der Frau gegenüber der Abstammungsgruppe, in die sie einheiratet, und das Misstrauen gegenüber der Frau und ihrer Sexualität als „Inkarnation des Unbeherrschbaren“ (Fatima Mernissi) begründen einen Komplex von Regeln, die der Frau eine benachteiligte Stellung zuweisen. Bei der Eheschließung erscheint die Ehe mit der Cousine, besonders die von väterlicher Seite (Sorani: kiç-î mam) als ethische Norm: Frauen oder Schwiegertöchter, die der gleichen Abstammungsgruppe angehören, gelten als am wenigsten unrein.
Besonders unter nicht-tribalen Kurden kommt es auch zu jin be jin-Ehen („Frau gegen Frau“), bei denen zwei Männer je eine Schwester oder Tochter „tauschen“; Grund hierfür ist oft der Wunsch, Brautgeld (mahr) zu sparen. Andere Formen der Eheschließung sind gaure be piçuk („groß gegen klein“), wo eine Frau gegen das Versprechen eines zum Zeitpunkt der Ehe noch nicht heiratsfähigen Mädchens in eine andere Familie gegeben wird, und jin be xwên („Frau gegen Blut“), wo eine Frau verheiratet wird, um eine Blutfehde zu verhindern; hierbei bleibt aber bei allen Beteiligten ein Gefühl der Schande zurück, da es sich nach islamischem Recht hierbei um Konkubinat handelt. Das Brautgeld, das persönliches Eigentum der Frau wird und alleine ihrer Verfügungsgewalt untersteht, ist eine zwingende Voraussetzung für eine legale Ehe.

## Heutige Situation nach Regionen

### Nordkurdistan (Südosten der Türkei)
In den kurdischen Gebieten der Türkei gelten türkische Gesetze, aufgrund der Verhinderung einer autonomen Selbstverwaltung der Kurden.
Dennoch hat auch hier der Einfluss der BDP, später HDP und heute DEM-Partei im Südosten des Landes zu außergewöhnlichen Situationen geführt. So kandidieren in den kurdischen Gebieten jeweils zwei Personen für denselben Posten des Bürgermeisters (Ko-Bürgermeister), eine Frau und ein Mann, obwohl das türkische Kommunalrecht dies nicht anerkennt. Allerdings hatten nur 79 % der von der BDP 2014 gewonnenen 97 Bürgermeisterämter eine gemischte Doppelspitze und nur 24 % der Frauen waren als tatsächliche Kandidaten gesetzt.
In der HDP und DEM-Partei ist die Spitze ebenfalls doppelt besetzt, zudem sind sie die einzigen Parteien in der Türkei mit einer Frauenquote. Der gesellschaftliche Wandel wird auf die feministische Ideologie des inhaftierten Vorsitzenden der Arbeiterpartei Kurdistans (PKK) Abdullah Öcalan zurückgeführt.

### Ostkurdistan (iranische Provinz)
In der Region Kurdistans, die in Iran liegt, gelten die Gesetze der Islamischen Republik Iran. Amnesty International veröffentlichte 2021, dass Frauen in Iran Diskriminierung erfahren im Bereich der Eheschließung, Scheidung und Erbschaftsangelegenheiten, beim Zugang zum Arbeitsmarkt und zu politischen Ämtern. Beispielsweise dürfen Frauen nicht als Präsident kandidieren und müssen sich in der Öffentlichkeit an eine strenge Kleiderordnung halten. Wenn gegen die öffentliche Ordnung verstoßen wird, drohen den Frauen hohen Geld- und Haftstrafen. Die im Deutschen sogenannte Sittenpolizei wurde im Jahr 2005 zur Kontrolle dessen eingeführt. Von Festnahmen dieser Einheiten sind vorwiegend Frauen betroffen. Dabei wenden sie häufig starke Gewalt an und immer wieder kommen Frauen dabei ums Leben. Im September 2022 starb so auch Jîna Mahsa Amini. Ihr Tod löste einen großen Protest unter der Parole Jin, Jiyan, Azadî (deutsch „Frauen, Leben, Freiheit“) aus, erst in den kurdischen Gebieten und später in der gesamten Republik.

### Südkurdistan (Autonome Region Kurdistan)
Die Position der Frau innerhalb der Autonomen Region Kurdistan unterscheidet sich vom Rest des Irak. Es besteht eine Frauenquote von 30 % im kurdischen Regionalparlament (im nationalen Parlament besteht eine Frauenquote von 25 %). Mit verschiedenen Gesetzesinitiativen sollen Frauenrechte verbessert werden. Während zum Teil positive Tendenzen in der Entwicklung der Frauenrechte im kurdischen Teil des Iraks gesehen werden, wird aber auch kritisiert, dass sich praktisch für Frauen wenig geändert habe. Unter Mitwirkung der Regierung in Erbil konnten mehr Frauenhäuser und Frauenrechtsorganisationen gegründet werden als im Rest Iraks.

#### Probleme mit Anzeigen
Eine präzise Aussage über häusliche Gewalt gegen Frauen und Mädchen kann bis dato nicht getroffen werden. Es werden nur selten Meldungen bei der Polizei gemacht. Dies liegt vor allem an den örtlichen kulturellen Gegebenheiten, welche die Erwähnung von Problemen des eigenen Haushaltes als unfein ansehen.
Gegen sexuelle Unterdrückung der Frauen in Teilen der kurdischen Gesellschaft kämpfen immer mehr kurdische Organisationen an, welche versuchen die Themen zu enttabuisieren, wie WADİ oder HAUKARI e. V, ICAHK, sowie NWE, die von der deutschen Frauenrechtsorganisation medica mondiale gefördert wird.

#### Rechtliche Situation
Klageerhebungen gegen häusliche Gewalt und allgemein gegen Gewalt an Frauen und Mädchen treffen hier auf verschiedene Barrieren. Es gibt bei der kurdischen Polizei nur wenige weibliche Beamte.

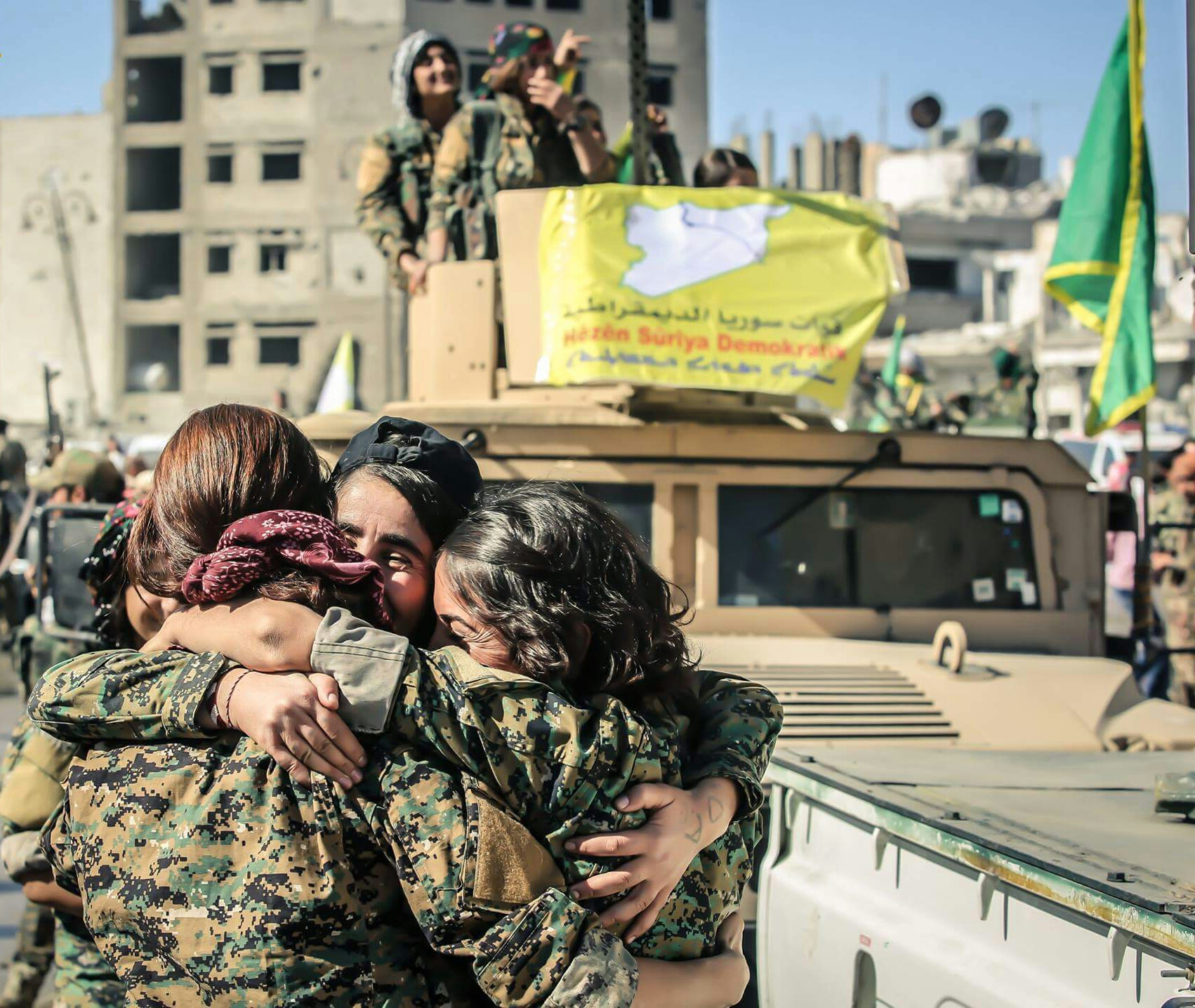
YPJ-Kämpferinnen

### Westkurdistan (Demokratische Selbstverwaltung von Nord- und Ostsyrien)
Das 2018 zu „Autonome Selbstverwaltung in Nord- und Ostsyrien“ umbenannte Gebiet Westkurdistan stellt einen Gegensatz dar zu den umliegenden politischen Systemen. Während der Kämpfe gegen den sogenannten Islamischen Staat (IS) im Bürgerkrieg in Syrien erregten vor allem die kurdischen Kämpferinnen von der YPJ weltweite mediale Aufmerksamkeit. Als sie den IS vertrieben hatten, riefen sie in der Stadt Kobanê 2012 eine "Revolution" aus mit dem ernannten Ziel, eine gleichberechtigende Demokratie aufzubauen. In einem Interview mit Deutschlandfunk Kultur erklärt die promovierte, kurdische Soziologin Dilar Dirik aus Oxford:
„Wenn man den Begriff Revolution hört, denkt man natürlich immer erst an einen dramatischen Punkt, nach dem alles anders wird. Aber ich denke, Frauenrevolution [...] ist anders zu verstehen. Denn allgemein wird die Revolution nicht als ein Tag definiert, nachdem alles anders wird, sondern ein sehr langer gesellschaftlicher Prozess, der Jahrzehnte lang oder Jahrhunderte lang dauern kann.“
Auswirkungen dieser Entwicklungen sind die Errichtung des Frauendorfs Jinwar (dt. Frauengebiet/-siedlung) in der Nähe der Stadt Amûdê, Frauenwerkstätten wie beispielsweise in Heseke und der Frauenfernsehsender Jin-TV. Das politische System orientiert sich am demokratischen Konföderalismus, mit dem Anspruch basisdemokratisch und nicht staatlich zu sein. In allen Bereichen gilt eine Frauenquote von 40 %, zusätzlich existiert zu jeder Institution eine weitere in der ausschließlich Frauen organisiert sind. Die besondere Achtung der Rechte der Frauen spiegelt der Gesellschaftsvertrag im Artikel 26 wider:
„Frauen besitzen das Recht auf gleichberechtigte Teilhabe in allen Lebensbereichen (…) und entscheiden selbst über ihre Belange.“

Frauen und Männer müssten „in allen Bereichen des öffentlichen und privaten Lebens gleich“ sein, zitierte die Syrische Beobachtungsstelle für Menschenrechte aus dem Erlass der Provinz Heseke.
Damit orientiert sich die Selbstverwaltung an der politischen Perspektive von Abdullah Öcalan, des Vorsitzenden der Arbeiterpartei Kurdistans.